# Hummerbuden

Hummerbuden im September 2021 bei Tag

Hummerbuden im September 2021 bei Nacht

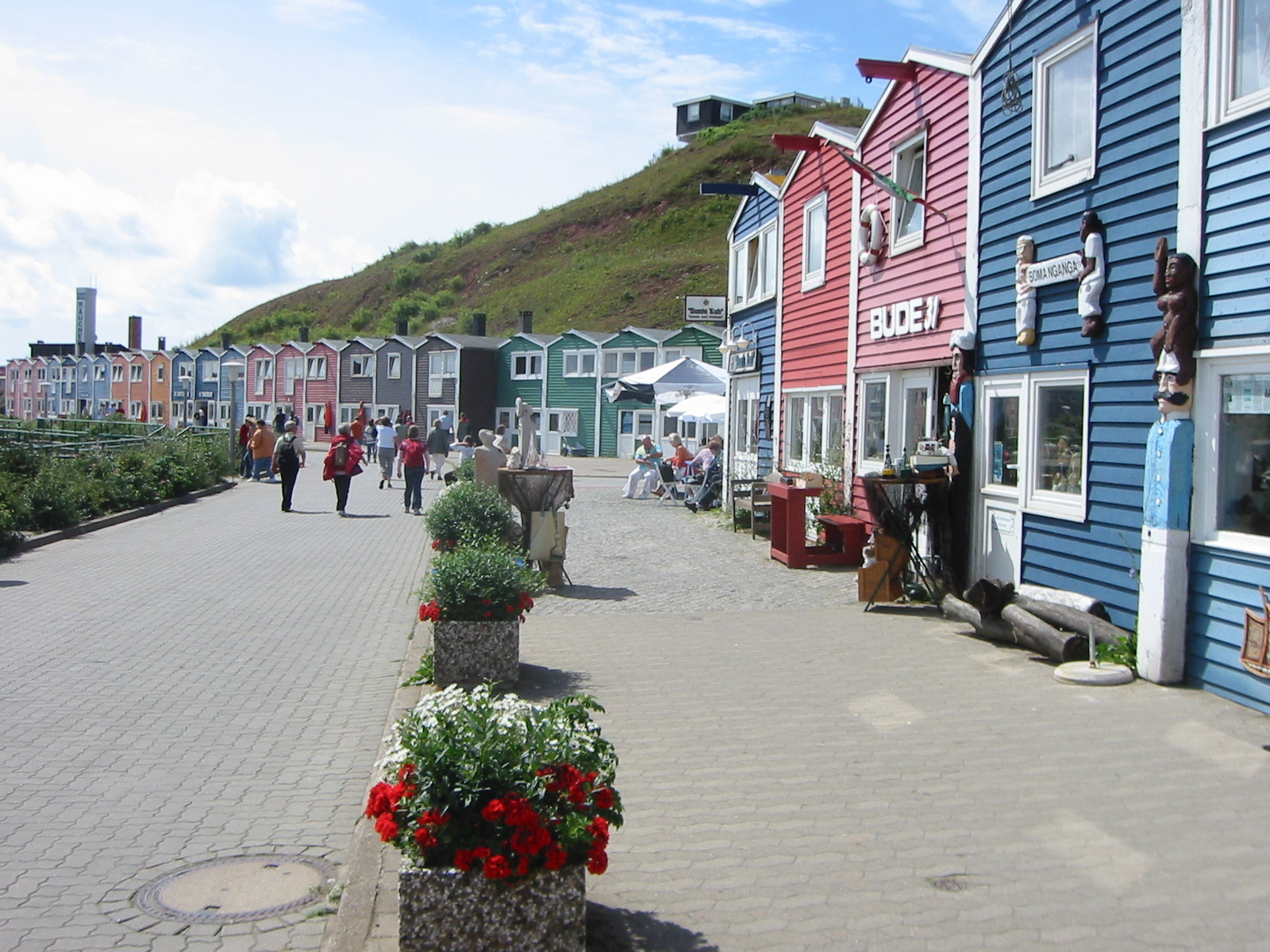
Die von Hummerbuden gesäumte Hafenstraße

Die Hummerbuden (seltener Hummerhütten) sind ehemalige Schuppen und Werkstätten der Fischer der Nordseeinsel Helgoland. Nach den Zerstörungen des Zweiten Weltkrieges und der Wiederbesiedelung Helgolands 1952 wurden die Hummerbuden vom Hamburger Architekten Georg Wellhausen entworfen. Die Farbgestaltung stammte von Johannes Ufer. Typisch für seine Hummerbuden sind Giebelprofile und Holzverschalungen. Vor dem Zweiten Weltkrieg waren Hummerschuppen uneinheitliche Schuppen an unterschiedlichsten Orten.
Ursprünglich galten die Hummerbuden als Gewerbegebiet der Helgoländer Fischer, erst seit den 1990er Jahren werden sie als Touristenmeile vermarktet. Die bunten, zweigeschossigen und unter Denkmalschutz stehenden Holzhütten dienen heute als Kneipen, Galerien, Cafés und Souvenirläden; in den Hummerbuden 38 und 39 hat der Museumsverein seinen Sitz, das Standesamt der Gemeinde Helgoland bietet hier auch Trauungen an – die Hummerbuden gelten heute als typisch helgoländisch.
Die Hummerbuden befinden sich an der Hafenstraße am Binnenhafen des Unterlandes. Alle Hummerbuden sind nummeriert, von Nr. 1 (Hafenstraße 1063) bis Nr. 39 (Hafenstraße 1003).
Auf dem Freigelände des Museums Helgoland, nahe der Nordseehalle, stehen nachgebaute kleinere Hummerbuden, in denen auch eine Ausstellung über den Kinderbuchautor James Krüss untergebracht ist. In seinem Buch Mein Urgroßvater und ich erzählte er von einer Hummerbude auf dem Helgoländer Oberland. Die Hummerbuden fungieren inzwischen als ein Helgoländer Wahrzeichen.